# Anneke Uittenbosch
Anneke Uittenbosch (* 11. März 1930 in Haarlem, Niederlande; † 25. September 2023 in Amsterdam) war eine niederländische Cembalistin.

## Leben
Uittenbosch erhielt ersten Klavierunterricht von ihrem Vater. Nach ihrem Schulabschluss folgte ein Klavierstudium bei Roel Riphagen an der Musikschule in Haarlem. Wegen ihres Interesses an der Musik des 18. Jahrhunderts wechselte sie in die Klasse von Gustav Leonhardt am Konservatorium Amsterdam, hier legte sie ihr Solistenexamen ab. Ab dem Ende der 1960er und in den 1970er Jahren unterrichtete sie das Fach Cembalo am Conservatorium Maastricht, später auch als Hauptfachdozentin am Amsterdamer Konservatorium.
Als Cembalistin, sowohl als Solistin wie auch als Generalbassbegleiterin, machte sie zahlreiche Einspielungen mit Gustav Leonhardt und dem Leonhardt Consort, zudem nahm sie Werke für zwei Cembali mit Ton Koopman auf. Mit Nikolaus Harnoncourt und seinem Concentus Musicus Wien spielte sie Cembalokonzerte von Johann Sebastian Bach ein. Sie arbeitete mit Frans Brüggen und dem von dem Geiger Jaap Schröder gegründeten „Concerto Amsterdam“. Regelmäßige Konzertauftritte und Einspielungen machte sie in der Trioformation „L’Estro Armonico Amsterdam“, gemeinsam mit dem Flötisten Frans Vester und der Gambistin Veronika Hampe; sie führten das Ensemble in viele Länder Westeuropas. Sie arbeitete mit den Sängern Elly Ameling und Max van Egmond an einer Einspielung der Sammlung Pathodia sacra et profana des Diplomaten, Dichters und Komponisten Constantijn Huygens. Für das Label Glossa spielte sie mit der niederländischen Geigerin Alda Stuurop 1988 sämtliche Werke für Cembalo und Violine von Carl Philipp Emanuel Bach ein. Von Johann Sebastian Bach erschien 1992 beim Label Globe Teil zwei von Das Wohltemperierte Klavier.
Ihren Ehemann, den Opernsänger Lieuwe Visser, begleitete sie regelmäßig in Werken aus dem 17. und 18. Jahrhundert, sowohl auf einer Konzerttournee durch die Vereinigten Staaten von Amerika, wie auch bei der Einspielung von Tonträgern. Tiefgehend befasste sie sich mit dem Gesamtwerk von Jan Pieterszoon Sweelinck.
Sie verstarb am 25. September 2023.

## Quelle
- Zusammenfassung biografischer Angaben auf einer Langspielplattenhülle mit Werken von Sweelinck, His Master’s Voice 5C 065-24586 von 1971